# Funivia di Posillipo
(Gino Doria)
La funivia Posillipo Alto-Mostra d'Oltremare o semplicemente funivia di Posillipo è stata una funivia che a Napoli collegava il quartiere di Posillipo con quello di Fuorigrotta dal 1940 al 1961.

## Storia
Fin dal 1874 l'amministrazione comunale aveva indetto il bando per il traforo della collina Posillipo. Con la seduta del 12 dicembre 1912 il Consiglio municipale di Napoli affidò alla Società Edilizia Laziale la costruzione del Rione Occidentale. Tra le non molte possibili locazioni fu scelta la zona di Campi Flegrei, allora in gran disordine ma relativamente libera. La legge 2677/37 istituiva l'Ente autonomo Mostra Triennale delle Terre d'Oltremare e perciò Vincenzo Tecchio fu nominato commissario governativo.
Il 9 maggio 1940 fu inaugurata la Mostra delle Terre d'Oltremare per un totale di 54 padiglioni dislocati su una superficie di circa 1 066 197 metri quadrati. Al fine di tutelare il paesaggio fu imposto il divieto di fabbricazione su tutta la collina che fa da sfondo alla fontana dell'Esedra. La funivia, che fu progettata da Giulio De Luca e costruita dalla ditta meneghina Ceretti e Tanfani, si snodava per un totale di 1629 m di cui 945 in risalita per un dislivello di 104 m con tre piloni di sostegno, tuttora visibili.
La stazione inferiore, sita sul viale Kennedy (già tratto della strada statale Domiziana), presso l'ex padiglione del “lavoro italiano in Africa”, è costituita da un edificio in cemento armato a pianta quadrata, mentre la stazione superiore è sita sulla parte terminale di via Manzoni a 400 m dal Ponte della Vittoria, che scavalca discesa Coroglio e permette l'accesso al parco Virgiliano. L'esercizio della funivia fu aperto al pubblico per un mese soltanto fino al 10 giugno 1940 per attendere ancora il 1943 quando la città fu occupata dai tedeschi che la distrussero quasi completamente. Dal 1º ottobre del 1943 al 1945 la Mostra fu adibita ad ospedale, mentre al 1950 si diedero inizio ai lavori di ricostruzione dell'impianto che durarono per due anni.
Finalmente l'8 giugno 1952 avvenne la nuova inaugurazione del complesso espositivo più grande d'Europa. Questo nuovo impianto era dotato, oltre della linea trifase, anche di un gruppo elettrogeno in modo da garantire la continuità della corsa in caso di problemi.
L'esercizio fu sospeso il 2 febbraio 1961. La stazione superiore fu poi affittata al ristorante “Gulliver”, prima del fallimento negli anni novanta, mentre quella inferiore di Viale Kennedy a Fuorigrotta divenne un centro di giardinaggio. Al suo interno, gravemente deteriorata, è ancora visibile una delle due cabine. Nel 1970 furono smontate le funi di sostegno e di trazione, mentre restano ancora in piedi i tre giganteschi piloni che sorreggevano la rete di protezione che sovrastava a sua volta l'attuale sottostante linea 2 della metropolitana, rete che fu rimossa solo negli anni '70.
I piloni rimasti sono chiamati scherzosamente dalla popolazione "cristi", dato che la loro forma ricorda una croce cristiana.

## Conseguenze della chiusura ed il Piano Regolatore Generale del 1958
La Legge Speciale che finanziò il Comune con circa 30 miliardi di lire per opere pubbliche urgenti è stata un'occasione ghiotta per la classe politica dell'epoca ma ben poco resta sullo sviluppo economico della città. Il piano prevedeva la costruzione di altri fabbricati ad uso residenziale al CEP di Fuorigrotta per accogliere ulteriori 30 000 abitanti.
La saturazione della zona Flegrea, la chiusura della funivia e la difficile convivenza con l'impianto Ilva di Bagnoli acuirono ulteriormente i problemi del traffico proveniente dal centro urbano che gravita attraverso le due gallerie, su via Caracciolo.

## Dati tecnici
Gli impianti di trazione erano dotati di un motore elettrico da 75 HP; le due cabine pesavano, a vuoto, 1400 kg e con una capienza di 20 persone, viaggiavano alla velocità di 5,5 m/s e coprivano il tragitto in circa 6 minuti; la capacità di passeggeri, calcolando i 90 secondi di sosta tra una corsa e l'altra, era di circa 175 unità all'ora. Eccetto la planimetria, non esistono altri grafici a causa dei danni subiti durante l'ultimo conflitto mondiale.
Un ulteriore ostacolo sulla ricerca delle fonti dipende dalla perdita di un'ampia sezione d'archivio aziendale: «un occupante abusivo di un appartamento di proprietà ATAN, annesso al deposito di Posillipo pensò bene, dopo il disastroso terremoto del 1980, di andare ad abitare in una stanza occupata dalla documentazione archivistica distruggendola quasi del tutto». Al 1957 il traffico di passeggeri raggiunse le 95 491 unità all'anno.

## Prospettive sulla funivia Posillipo Alto Mostra d'Oltremare
Si è discusso sulla possibilità di riattivare la funivia. I favorevoli all'iniziativa sono dell'opinione che si tratterebbe di una straordinaria occasione di sviluppo e potenziamento del patrimonio locale di strutture sportive, ricreative, culturali e di tutta la zona occidentale e, allo stesso tempo, d'integrazione con l'offerta turistica di Posillipo a pochi passi dall'area archeologica (Grotta di Seiano) e dalle spiagge della Gaiola e di Marechiaro. Per non contare poi l'interscambio con il sistema di trasporti metropolitano.
I critici, d'altro canto, sostengono che non si può avere la certezza assoluta dei vantaggi sul traffico veicolare ed, inoltre, ci sarebbero delle pregiudiziali sul rapporto costi/profitti. Resta il fatto che non risulta alcuna funivia nel Piano decennale delle 100 stazioni se non una presunta funicolare da progettarsi in via Tiberio.